# Partido Socialista Suizo
El Partido Socialista Suizo (SPS) (en alemán: Sozialdemokratische Partei der Schweiz, en francés: Parti socialiste suisse, en italiano: Partito Socialista svizzero) es un partido político de Suiza, de tendencia izquierdista y que forma parte de la Internacional Socialista. 
Este es uno de los cuatro partidos integrados en el Consejo Federal de Suiza, en el cual tiene dos miembros permanentes después de la adopción de la fórmula mágica en 1959. El partido ha sido también el que defiende la causa social con más fervor, ha estado a favor de la introducción de los seguros sociales obligatorios en Suiza, aunque fue el FDP (partido liberal) que la introdujo, los cuales continúan siendo una de sus mayores preocupaciones. 
En 2019, el número oficial de miembros del partido era de 31 300 miembros.

## Historia
- 1888: Durante la conferencia obrera suiza celebrada en Berna el 21 de octubre, se decide la creación del Partido Socialista Suizo.
- 1890: Jakob Vogelsanger (Zúrich) es el primer socialista elegido al Consejo Nacional de Suiza.
- 1904: Durante el congreso de Aarau, se adopta el programa marxista del PSS, elaborado por Otto Lang (juez cantonal en Zúrich).
- 1911: Los 18 socialistas elegidos al Consejo nacional constituyen por primera vez un grupo parlamentario.
- 1912: Durante el congreso de Neuchâtel se adoptan las medidas necesarias para obligar al PSS y sus órganos a actuar de manera eficaz para instaurar el derecho de voto de las mujeres.
- 1913: El PSS depone una nueva iniciativa para introducir la proporcionalidad en el Consejo Nacional. Esta será aceptada por el pueblo en 1918.
- 1918: El comité de Olten, fundado por el PSS y la Unión Sindical Suiza (USS), responde al levantamiento de las tropas, decidido por el Consejo federal en la investigación del general Ulrich Wille, con una llamada al paro general sobre la base de nueve reivindicaciones, el fin de la huelga se decide tres días más tarde luego de que el Consejo federal lanzara un ultimátum:
  - Renovación inmediata del Consejo Nacional según la proporcionalidad.
  - Derecho de voto y de elección para las mujeres.
  - Introducción del deber de trabajar para todos.
  - Introducción de la semana de 48 horas en todas las empresas públicas y privadas.
  - Reorganización del ejército suizo sobre una base popular.
  - Revitalización garantizada de acuerdo con los productores campesinos.
  - Creación de un seguro de jubilación y de invalidez.
  - Monopolio del Estado sobre las importaciones y las exportaciones.
  - Pago de la deuda pública por los adinerados.
- 1919: Después de las primeras elecciones del Consejo Nacional con el sistema de proporcionalidad, el PSS duplica sus curules, pasando de 20 a 41 curules. La sede principal del partido es trasladada de Zúrich a Berna.
- 1921: Las 21 condiciones para entrar en la Tercera Internacional son rechazadas luego del congreso y tras la votación de base. La izquierda radical del partido, unos 5000 miembros, abandonan el partido y crean el Partido Comunista Suizo.
- 1924: La ley Schulthess es rechazada por el pueblo. El referéndum lanzado por el comité del PSS y la USS (Unión Sindical Suiza) y el total de las asociaciones de empleados hacen fracasar la tentativa de cambio de la semana laboral de 48 horas.
- 1926: Entrada del PSS en la Internacional Obrera y Socialista. El congreso decide poner en marcha una comisión para combatir el militarismo y pregona igualmente que los socialistas del Consejo Nacional rechacen el presupuesto militar.
- 1927: Durante la conferencia femenina del partido socialista, se exige la introducción de un seguro de maternidad, que sería aceptada por el pueblo suizo en 2004.
- 1931: Después de las elecciones del Consejo Nacional, el PSS se vuelve el partido mayoritario del país.
- 1932: El 9 de noviembre, algunos reclutas abren fuego contra manifestantes antifascistas en Ginebra; la manifestación deja una saldo de 13 muertos y 63 heridos.

## Dirigentes

### Presidentes del Partido
| - 1888-1890 Alexander Reichel (Berna) - 1890-1892 Albert Steck (Berna) - 1892-1894 Eugen Wullschleger (Basilea) - 1894-1897 Wilhelm Fürholz (Soleura) - 1897-1898 Karl Zgraggen (Berna) - 1898-1898 Paul Brandt (San Galo) - 1898-1901 Otto Lang (Zúrich) - 1901-1902 Josef Albisser (Lucerna) - 1902-1909 Gottfried Reimann (Biel/Bienne) - 1909-1911 Eduard Kessler (Olten) | - 1911-1912 Johann Näher (Biel/Bienne) - 1912-1916 Fritz Studer (Winterthur) - 1916-1918 Emil Klöti (Zúrich) - 1918-1918 Jakob Gschwend (Zúrich) - 1919-1919 Gustav Müller (Berna) - 1919-1935 Ernst Reinhard (Berna) - 1935-1952 Hans Oprecht (Zúrich) - 1952-1962 Walter Bringolf (Schaffhausen) - 1962-1970 Fritz Grütter (Berna) - 1970-1975 Arthur Schmid (Aarau) | - 1975-1990 Helmut Hubacher (Basilea) - 1990-1997 Peter Bodenmann (Brig) - 1997-2000 Ursula Koch (Zúrich) - 2000-2004 Christiane Brunner (Ginebra) - 2004-2008 Hans-Jürg Fehr (Schaffhausen) - 2008-2020 Christian Levrat (Friburgo) - 2020- --- Cédric Wermuth (Berna) y Mattea Meyer (Basilea) |

### Consejeros Federales
| - 1943-1951 Ernst Nobs - 1951-1953 Max Weber - 1959-1969 Willy Spühler - 1959-1973 Hans Peter Tschudi - 1969-1977 Pierre Graber - 1973-1983 Willy Ritschard - 1977-1987 Pierre Aubert | - 1987-1993 René Felber - 1983-1995 Otto Stich - 1993-2002 Ruth Dreifuss - 1995-2010 Moritz Leuenberger - 2003-2011 Micheline Calmy-Rey - 2010-2022 Simonetta Sommaruga - 2012-2023 Alain Berset - 2023-.... Élisabeth Baume-Schneider - 2024-.... Beat Jans |

### Presidentes del grupo parlamentario
| - 1966-1969 Pierre Graber - 1969-1971 Edmund Wyss - 1971-1972 Anton Muheim - 1972-1978 Richard Müller - 1978-1980 Heinz Bratschi - 1980-1981 René Felber - 1981-1983 Félicien Morel - 1983-1987 Dario Robbiani | - 1987-1995 Ursula Mauch - 1995-1999 Ursula Hafner - 1999-2001 Franco Cavalli - 2001-2006 Hildegard Fässler - 2006-2011 Ursula Wyss - 2011-2015 Andy Tschümperlin - 2015-2023 Roger Nordmann - 2023-.... Samuel Bendahan y Samira Marti |

## Resultados electorales
| Año  | Votos        | %      | Consejo Nacional | +/- | Consejo de los Estados | +/- |
| ---- | ------------ | ------ | ---------------- | --- | ---------------------- | --- |
| 1890 |              | 3,6%   | 1/147            |     | 1/44                   |     |
| 1893 |              | 5,9%   | 1/147            |     | 1/44                   |     |
| 1896 | 25.304 (#4)  | 6,8%   | 1/147            |     | 0/44                   | 1   |
| 1899 | 35.488 (#4)  | 9,6%   | 4/147            | 3   | 0/44                   |     |
| 1902 | 51.038 (#3)  | 12,6%  | 7/167            | 3   | 0/44                   |     |
| 1905 | 60.308 (#3)  | 14,7%  | 2/167            | 5   | 0/44                   |     |
| 1908 | 70.003 (#3)  | 17,6%  | 7/167            | 5   | 0/44                   |     |
| 1911 | 80.050 (#2)  | 20,0%  | 15/189           | 8   | 1/44                   | 1   |
| 1914 | 34.204 (#3)  | 10,1%  | 18/189           | 3   | 1/44                   |     |
| 1917 | 158.450 (#2) | 30,8%  | 22/189           | 4   | 1/44                   |     |
| 1919 | 175.292 (#2) | 23,5%  | 41/189           | 19  | 0/44                   | 1   |
| 1922 | 170.974 (#2) | 23,3%  | 43/198           | 2   | 1/44                   | 1   |
| 1925 | 192.208 (#2) | 25,8%  | 49/198           | 6   | 2/44                   | 1   |
| 1928 | 220.141 (#1) | 27,4%  | 50/198           | 1   | 0/44                   | 2   |
| 1931 | 247.946 (#1) | 28,7%  | 49/187           | 1   | 2/44                   | 2   |
| 1935 | 255.843 (#1) | 28,0%  | 50/187           | 1   | 3/44                   | 1   |
| 1939 | 160.377 (#1) | 25,9%  | 45/187           | 5   | 3/44                   |     |
| 1943 | 251.576 (#1) | 28,6%  | 56/194           | 11  | 5/44                   | 2   |
| 1947 | 251.625 (#1) | 26,2%  | 48/194           | 8   | 5/44                   |     |
| 1951 | 249.857 (#1) | 26,0%  | 49/196           | 1   | 4/44                   | 1   |
| 1955 | 263.664 (#1) | 27,0%  | 53/196           | 4   | 5/44                   | 1   |
| 1959 | 259.139 (#1) | 26,4%  | 51/196           | 2   | 4/44                   | 1   |
| 1963 | 256.063 (#1) | 26,6%  | 53/200           | 2   | 3/44                   | 1   |
| 1967 | 233.873 (#1) | 23,5%  | 50/200           | 3   | 2/44                   | 1   |
| 1971 | 456.233 (#1) | 22,9%  | 46/200           | 4   | 4/44                   | 2   |
| 1975 | 480.396 (#1) | 24,9%  | 55/200           | 9   | 5/44                   | 1   |
| 1979 | 447.990 (#1) | 24,4%  | 51/200           | 4   | 9/46                   | 4   |
| 1983 | 447.634 (#2) | 22,8%  | 47/200           | 4   | 6/46                   | 2   |
| 1987 | 356.266 (#3) | 18,4%  | 41/200           | 6   | 5/46                   | 1   |
| 1991 | 377.968 (#2) | 18,5%  | 41/200           |     | 3/46                   | 2   |
| 1995 | 415.226 (#1) | 21,8%  | 54/200           | 13  | 5/46                   | 2   |
| 1999 | 438.560 (#2) | 22,5%  | 51/200           | 3   | 6/46                   | 1   |
| 2003 | 490.385 (#2) | 23,3%  | 52/200           | 1   | 9/46                   | 3   |
| 2007 | 451.916 (#2) | 19,5%  | 43/200           | 9   | 9/46                   |     |
| 2011 | 457.317 (#2) | 18,7%  | 46/200           | 3   | 11/46                  | 2   |
| 2015 | 475.071 (#2) | 18,8%  | 43/200           | 3   | 12/46                  | 1   |
| 2019 | 408.128 (#2) | 16,84% | 39/200           | 4   | 9/46                   | 3   |
| 2023 | 466.714 (#2) | 18,27% | 41/200           | 2   | 9/46                   |     |